# BRDC International Trophy 1971
Le BRDC International Trophy 1971, est une course de Formule 1 et de Formule 5000 (en rouge dans les tableaux) hors-championnat disputée sur le circuit de Silverstone le 8 mai 1971.

## Grille de départ

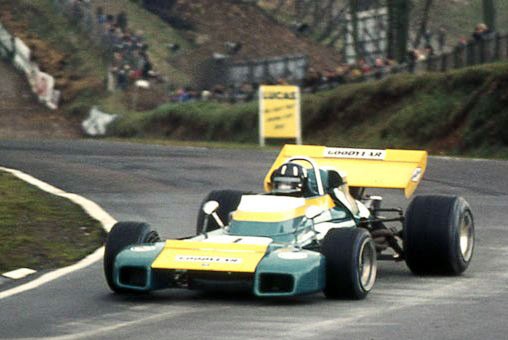
Graham Hill (ici à la Race of Champions) mène sa Brabham BT34 « pince de homard » à la victoire.

| Pos. | Pilote               | Écurie                | Temps        | Écart    |
| ---- | -------------------- | --------------------- | ------------ | -------- |
| 1    | Chris Amon           | Matra                 | 1 min 20 s 0 |          |
| 2    | Jackie Stewart       | Tyrell-Cosworth       | 1:20.2       | + 0 s 2  |
| 3    | Emerson Fittipaldi   | Lotus-Pratt & Whitney | 1:21.0       | + 1 s 0  |
| 4    | John Surtees         | Surtees-Cosworth      | 1:21.2       | + 1 s 2  |
| 5    | Jean-Pierre Beltoise | Matra                 | 1:21.4       | + 1 s 4  |
| 6    | Ronnie Peterson      | March-Alfa Romeo      | 1:21.6       | + 1 s 6  |
| 7    | Graham Hill          | Brabham-Cosworth      | 1:21.8       | + 1 s 8  |
| 8    | Tim Schenken         | Brabham-Cosworth      | 1:22.0       | + 2 s 0  |
| 9    | Peter Gethin         | McLaren-Cosworth      | 1:22.1       | + 2 s 1  |
| 10   | Pedro Rodríguez      | BRM                   | 1:23.3       | + 3 s 3  |
| 11   | Mike Hailwood        | Surtees-Chevrolet     | 1:23.6       | + 3 s 6  |
| 12   | Alan Rollinson       | Surtees-Chevrolet     | 1:23.6       | + 3 s 6  |
| 13   | Howden Ganley        | BRM                   | 1:23.6       | + 3 s 6  |
| 14   | Brian Redman         | McLaren-Chevrolet     | 1:23.6       | + 3 s 6  |
| 15   | Ray Allen            | McLaren-Chevrolet     | 1:23.9       | + 3 s 9  |
| 16   | Frank Gardner        | Lola-Chevrolet        | 1:24.2       | + 4 s 2  |
| 17   | Joseph Siffert       | BRM                   | 1:24.4       | + 4 s 4  |
| 18   | Jean-Pierre Jaussaud | McLaren-Chevrolet     | 1:25.1       | + 5 s 1  |
| 19   | David Prophet        | McLaren-Chevrolet     | 1:26.3       | + 6 s 3  |
| 20   | Mike Beuttler        | March-Cosworth        | 1:26.9       | + 6 s 9  |
| 21   | Henri Pescarolo      | March-Cosworth        | 1:27.1       | + 7 s 1  |
| 22   | Reine Wisell         | Lotus-Cosworth        | 1:27.9       | + 7 s 9  |
| 23   | Trevor Taylor        | Leda-Chevrolet        | 1:28.8       | + 8 s 8  |
| 24   | Fred Saunders        | Crosslé-Rover         | 1:30.2       | + 10 s 2 |
| 25   | Gordon Spice         | McLaren-Chevrolet     | 1:30.2       | + 10 s 2 |
| 26   | Jock Russell         | Lotus-Ford            | 1:30.5       | + 10 s 5 |
| 27   | Tony Dean            | McLaren-Chevrolet     | 1:31.0       | + 11 s 0 |
| 28   | Ulf Norinder         | McLaren-Chevrolet     | 1:37.1       | + 17 s 1 |
| 29   | Robert Lamplough     | Lola-Ford             | 1:38.0       | + 18 s 0 |
| 30   | John Myerscough      | McLaren-Chevrolet     | 1:38.1       | + 18 s 1 |
| 31   | Bob Miller           | Dulon-Chevrolet       | 1:40.0       | + 20 s 0 |

## Classement des deux manches
| Pos. | Pilote               | Écurie                | Tours | Temps/Abandon         |
| ---- | -------------------- | --------------------- | ----- | --------------------- |
| 1    | Jackie Stewart       | Tyrrell-Cosworth      | 26    | 35 min 40 s 6         |
| 2    | Pedro Rodríguez      | BRM                   | 26    | + 11 s 6              |
| 3    | Graham Hill          | Brabham-Cosworth      | 26    | + 12 s 8              |
| 4    | John Surtees         | Surtees-Cosworth      | 26    | + 18 s 9              |
| 5    | Jean-Pierre Beltoise | Matra                 | 26    | + 22 s 8              |
| 6    | Peter Gethin         | McLaren-Cosworth      | 26    | + 1 min 06 s 5        |
| 7    | Reine Wisell         | Lotus-Cosworth        | 26    | + 1 min 16 s 5        |
| 8    | Howden Ganley        | BRM                   | 26    | + 1 min 19 s 9        |
| 9    | Tim Schenken         | Brabham-Cosworth      | 26    | + 1 min 20 s 6        |
| 10   | Brian Redman         | McLaren-Chevrolet     | 26    | + 1 min 21 s 0        |
| 11   | Tony Dean            | McLaren-Cosworth      | 25    | + 1 tour              |
| 12   | Mike Hailwood        | Surtees-Cosworth      | 25    | + 1 tour              |
| 13   | Alan Rollinson       | Surtees-Cosworth      | 25    | + 1 tour              |
| 14   | Frank Gardner        | Lola-Chevrolet        | 25    | + 1 tour              |
| 15   | Henri Pescarolo      | March-Cosworth        | 25    | + 1 tour              |
| 16   | Jean-Pierre Jaussaud | McLaren-Chevrolet     | 25    | + 1 tour              |
| 17   | Mike Beuttler        | March-Cosworth        | 25    | + 1 tour              |
| Abd. | Ronnie Peterson      | March-Alfa Romeo      | 24    | Accident              |
| Abd. | Gordon Spice         | McLaren-Chevrolet     | 24    | Boîte de vitesses     |
| 18   | Ulf Norinder         | McLaren-Chevrolet     | 23    | + 3 tours             |
| 19   | Jock Russell         | Lotus-Ford            | 23    | + 3 tours             |
| 20   | Fred Saunders        | Crosslé-Rover         | 23    | + 3 tours             |
| 21   | Chris Amon           | Matra                 | 22    | + 4 tours (essence ?) |
| 22   | Bob Miller           | Dulon-Chevrolet       | 22    | + 4 tours             |
| Abd. | David Prophet        | McLaren-Chevrolet     | 20    | Surchauffe            |
| Abd. | John Myerscough      | McLaren-Chevrolet     | 17    | Fuite d'huile         |
| Abd. | Joseph Siffert       | BRM                   | 7     | Moteur                |
| Abd. | Ray Allen            | McLaren-Chevrolet     | 5     | Accident              |
| Abd. | Trevor Taylor        | Leda-Chevrolet        | 3     | Manipulation          |
| Abd. | Robert Lamplough     | Lola-Ford             | 3     | Fuite d'huile         |
| Abd. | Emerson Fittipaldi   | Lotus-Pratt & Whitney | 2     | Suspension            |

| Pos. | Pilote               | Écurie                | Tours | Temps/Abandon    |
| ---- | -------------------- | --------------------- | ----- | ---------------- |
| 1    | Graham Hill          | Brabham-Cosworth      | 26    | 35 min 21 s 4    |
| 2    | Chris Amon           | Matra                 | 26    | + 5 s 4          |
| 3    | Emerson Fittipaldi   | Lotus-Pratt & Whitney | 26    | + 38 s 0         |
| 4    | Peter Gethin         | McLaren-Cosworth      | 26    | + 40 s 1         |
| 5    | Henri Pescarolo      | March-Cosworth        | 26    | + 48 s 2         |
| 6    | Mike Hailwood        | Surtees-Chevrolet     | 26    | + 56 s 1         |
| 7    | Tim Schenken         | Brabham-Cosworth      | 26    | + 56 s 9         |
| 8    | Pedro Rodríguez      | BRM                   | 25    | + 1 tour         |
| 9    | Tony Dean            | McLaren-Chevrolet     | 25    | + 1 tour         |
| 10   | Jean-Pierre Jaussaud | McLaren-Chevrolet     | 25    | + 1 tour         |
| 11   | Frank Gardner        | Lola-Chevrolet        | 25    | + 1 tour         |
| 12   | Mike Beuttler        | March-Cosworth        | 25    | + 1 tour         |
| 13   | Alan Rollinson       | Surtees-Chevrolet     | 25    | + 1 tour         |
| 14   | Ulf Norinder         | McLaren-Chevrolet     | 24    | + 2 tours        |
| Abd. | John Surtees         | Surtees-Cosworth      | 23    | Suspension       |
| Abd. | Fred Saunders        | Crosslé-Rover         | 23    | Panne d'essence  |
| 15   | Gordon Spice         | McLaren-Chevrolet     | 23    | + 3 tours        |
| Abd. | Reine Wisell         | Lotus-Cosworth        | 22    | Moteur           |
| 16   | Bob Miller           | Dulon-Chevrolet       | 22    | + 4 tours        |
| Abd. | Jock Russell         | Lotus-Ford            | 15    | Pression d'huile |
| Abd. | Brian Redman         | McLaren-Chevrolet     | 9     | Électricité      |
| Abd. | Robert Lamplough     | Lola-Ford             | 7     | Pompe à eau      |
| Abd. | Jean-Pierre Beltoise | Matra                 | 7     | Moteur           |
| Abd. | Howden Ganley        | BRM                   | 0     | Accident         |
| Abd. | Jackie Stewart       | Tyrrell-Cosworth      | 0     | Accident         |

## Classement de la course
| Pos. | Pilote               | Écurie                | Tours | Temps/Abandon             | Grille |
| ---- | -------------------- | --------------------- | ----- | ------------------------- | ------ |
| 1    | Graham Hill          | Brabham-Cosworth      | 52    | 1 h 11 min 03 s 2         | 7      |
| 2    | Peter Gethin         | McLaren-Cosworth      | 52    | + 1 min 33 s 8            | 9      |
| 3    | Tim Schenken         | Brabham-Cosworth      | 52    | + 2 min 04 s 7            | 8      |
| 4    | Pedro Rodríguez      | BRM                   | 51    | + 1 tour                  | 10     |
| 5    | Mike Hailwood        | Surtees-Chevrolet     | 51    | + 1 tour                  | 11     |
| 6    | Henri Pescarolo      | March-Cosworth        | 51    | + 1 tour                  | 21     |
| 7    | Tony Dean            | McLaren-Chevrolet     | 50    | + 2 tours                 | 27     |
| 8    | Jean-Pierre Jaussaud | McLaren-Chevrolet     | 50    | + 2 tours                 | 18     |
| 9    | Alan Rollinson       | Surtees-Chevrolet     | 50    | + 2 tours                 | 12     |
| 10   | Frank Gardner        | Lola-Chevrolet        | 50    | + 2 tours                 | 16     |
| 11   | Mike Beuttler        | March-Cosworth        | 50    | + 2 tours                 | 20     |
| Abd. | John Surtees         | Surtees-Cosworth      | 49    | Suspension                | 4      |
| Abd. | Reine Wisell         | Lotus-Cosworth        | 48    | Moteur                    | 22     |
| 12   | Chris Amon           | Matra                 | 48    | + 4 tours                 | 1      |
| 13   | Ulf Norinder         | McLaren-Chevrolet     | 47    | + 5 tours                 | 28     |
| 14   | Gordon Spice         | McLaren-Chevrolet     | 47    | + 5 tours                 | 25     |
| Abd. | Fred Saunders        | Crosslé-Rover         | 46    | Panne d'essence           | 24     |
| 15   | Bob Miller           | Dulon-Chevrolet       | 44    | + 8 tours                 | 31     |
| Abd. | Jock Russell         | Lotus-Ford            | 38    | Pression d'huile          | 26     |
| Abd. | Brian Redman         | McLaren-Chevrolet     | 35    | Électricité               | 14     |
| Abd. | Jean-Pierre Beltoise | Matra                 | 33    | Moteur                    | 5      |
| 16   | Emerson Fittipaldi   | Lotus-Pratt & Whitney | 28    | + 24 tours                | 3      |
| Abd. | Jackie Stewart       | Tyrrell-Cosworth      | 26    | Accident                  | 2      |
| Abd. | Howden Ganley        | BRM                   | 26    | Accident                  | 13     |
| Abd. | Ronnie Peterson      | March-Alfa Romeo      | 24    | Accident                  | 6      |
| Abd. | David Prophet        | McLaren-Chevrolet     | 20    | Surchauffe                | 19     |
| Abd. | John Myerscough      | McLaren-Chevrolet     | 17    | Fuite d'huile             | 30     |
| Abd. | Robert Lamplough     | Lola-Ford             | 10    | Fuite d'huile/Pompe à eau | 29     |
| Abd. | Joseph Siffert       | BRM                   | 7     | Moteur                    | 17     |
| Abd. | Ray Allen            | McLaren-Chevrolet     | 5     | Accident                  | 15     |
| Abd. | Trevor Taylor        | Leda-Chevrolet        | 3     | Manipulation              | 23     |

Légende:
- Abd.= Abandon

## Pole position et record du tour
- Pole position :  Chris Amon (Matra) en 1 min 20 s 0.
- Meilleur tour en course :  Jackie Stewart en 1 min 20 s 5 pendant la première manche.